# Ervěnický koridor

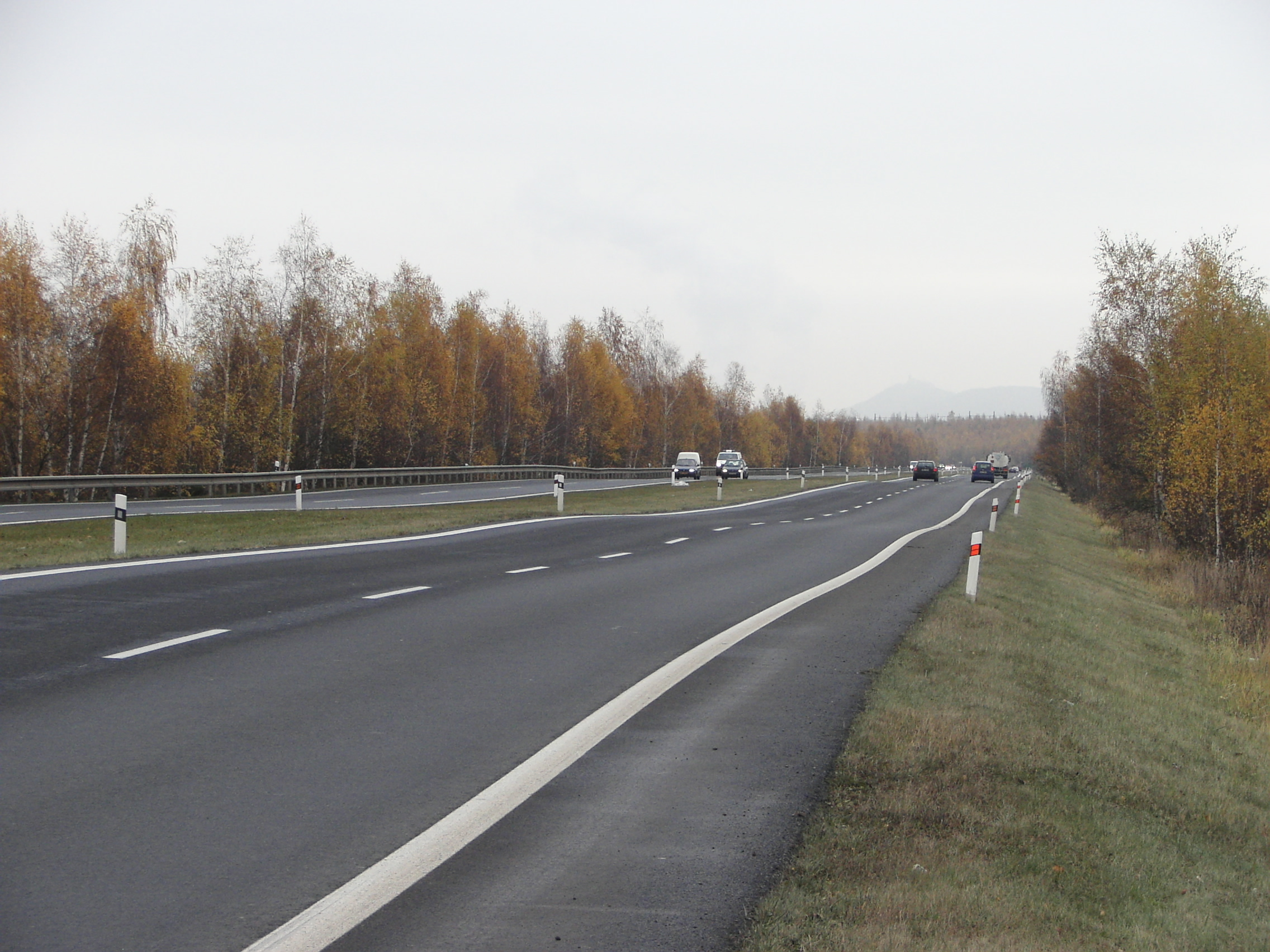
Europastraße 442 im Bereich des Ervěnický koridor. Die Wellen in der Fahrbahn sind Ergebnis der Senkungen. (2009)

Ervěnický koridor (deutsch etwa: Seestadter Korridor, nach der einstigen Stadt Ervěnice) wird ein Damm durch den Braunkohletagebau der Tschechoslowakischen Armee (lom Československé armády) zwischen Most und Chomutov in Tschechien genannt. Über den Damm führen die Bahnstrecke Ústí nad Labem–Chomutov, die Fernverkehrsstraße I/13 und der verrohrte Fluss Bílina.
Der Damm wurde 1983 innerhalb von sechs Monaten quer durch den Großtagebau zwischen Most und Chomutov geschüttet. Zur Zeit seiner Errichtung galt das Bauwerk mit 150 Metern Schütthöhe als höchster Bahndamm der Welt. Wegen anhaltender Senkungen des aufgeschütteten Materials von bis zu einem halben Meter im Jahr galten bis Ende der 1990er Jahre umfangreiche Einschränkungen für den Eisenbahnverkehr. Die Höchstgeschwindigkeit für den Zugverkehr war bis dahin auf 40 km/h begrenzt. 
Die Kosten für den Ervěnický koridor betrugen insgesamt 1.288.289.000 Kronen. Auf die Baulänge gerechnet gilt der Ervěnický koridor bis heute als teuerstes je errichtetes Verkehrsbauwerk in der Tschechischen Republik.